# Black Myth: Wukong
Black Myth: Wukong  (Hán-Việt: Hắc Thần Thoại: Ngộ Không) là trò chơi điện tử thuộc thể loại hành động nhập vai do studio Game Science từ Trung Quốc phát triển và được Công ty Truyền thông Số của Tập đoàn Xuất bản Chiết Giang phát hành. Cốt truyện trò chơi được lấy cảm hứng từ tiểu thuyết Tây du ký, một trong "Tứ đại danh tác" của Trung Quốc, kể về câu chuyện sau khi thầy trò Đường Tăng hoàn thành việc thỉnh kinh và Tôn Ngộ Không từ bỏ Phật vị và trở về Hoa Quả Sơn quy ẩn, mong muốn sống một cuộc đời bình yên bên hầu tử hầu tôn. Thế nhưng, thiên đình vẫn xem Ngộ Không là một mối họa tiềm tàng không thể kiểm soát, nên đã phái Dương Tiễn cùng Tứ Đại Thiên vương dẫn thiên binh thiên tướng đến Hoa Quả Sơn tiêu diệt.
Trong Black Myth: Wukong, người chơi sử dụng góc nhìn thứ ba để điều khiển nhân vật "Thiên Mệnh Nhân", sử dụng món vũ khí chính là một cây côn. Người chơi có thể lựa chọn giữa các thế côn pháp khác nhau, mang lại sự đa dạng trong lựa chọn chiến đấu. Bên cạnh đó, trò chơi cũng có nhiều kỹ năng bổ sung để phong phú hóa trải nghiệm chiến đấu, chẳng hạn như phép thuật và biến hình. Người chơi có thể thu được kỹ năng và khả năng biến hình sau khi đánh bại một số kẻ thù. Trò chơi có hệ thống cấp độ, cho phép người chơi nâng cao thuộc tính sau mỗi trận đấu để tăng cường khả năng chiến đấu của nhân vật.

## Lối chơi
Black Myth: Wukong là một trò chơi nhập vai hành động chặt chém tương tự dòng game God Of War, xen lẫn các yếu tố giống như các game Soul Like của Fromsoftware. Đây là một trò chơi một người chơi góc nhìn thứ ba.
Người chơi điều khiển một nhân vật chính là một chú khỉ được gọi là Thiên Mệnh Nhân, người lãnh nhiệm vụ hồi sinh Tôn Ngộ Không. Vũ khí của nhân vật chính là một cây gậy, dựa trên Gậy Như Ý trong tiểu thuyết. Cây gậy có thể kéo dài và thu nhỏ kích thước trong khi chiến đấu. Ba thế đứng của cây gậy, được gọi là "Côn thế", bao gồm thế đập, thế trụ và thế đâm, mang lại sự linh hoạt trong các trận chiến. Cơ chế chiến đấu còn liên quan đến việc quản lý tài nguyên. Có thể tích lũy điểm tập trung bằng cách tung ra các đòn tấn công nhẹ, thực hiện các cú né tránh đúng lúc và các phương tiện khác.  Điểm tập trung sẽ được nhận khi thanh tập trung đầy.  Những điểm này có thể được sử dụng để bắt đầu một combo đa dạng, kết hợp với các đòn tấn công nhẹ hoặc để tự mình tích lũy một đòn tấn công mạnh.  Sức bền sẽ cạn kiệt khi chạy nước rút, né tránh và tấn công.
Game sẽ không có cơ chế Parry như các game Soul Like khác, thay vào đó người chơi sẽ phải vận dụng việc né đòn trong xuyên suốt thời gian chơi. Game vẫn có một vài cơ chế đỡ đòn, nhưng thời gian hồi chiêu là tương đối lâu.
Phép thuật có thời gian hồi chiêu và tiêu tốn mana được chia thành 4 loại khác nhau. Nhân vật chính sử dụng phép biến hình để thay đổi hình dạng thành một sinh vật hoặc kẻ thù mà người chơi đã từng đánh bại. Một ví dụ là phép biến hình Red Tides, có hình dạng của Quảng Trí, một người sói sử dụng một thanh kiếm 2 đầu rực lửa. Các phép biến hình đi kèm với các bộ Move Set và thanh máu riêng của chúng. Sử dụng phép biến hình có thời gian hồi chiêu khá lâu, nhưng không tốn mana. Chúng tồn tại cho đến khi thanh sức mạnh cạn kiệt hoặc khi thanh máu hết.
Tiêu diệt kẻ địch còn giúp bạn thu thập linh hồn của chúng, linh hồn cung cấp một kỹ năng và hiệu ứng thụ động nếu chúng được trang bị. Kỹ năng linh hồn hoạt động như các phép biến hình để thực hiện một đòn tấn công duy nhất. Chúng có thời gian hồi skill và tiêu tốn mana. Linh hồn đến từ một số kẻ thù bị đánh bại và được thu thập nếu chúng được hấp thụ vào một quả hồ lô. Một ví dụ về linh hồn là Wandering Wight, giúp người chơi thực hiện một đòn tấn công húc đầu gây lượng sát thương rất lớn.
Đây là một trò chơi tuyến tính, nhưng bản đồ trong game vẫn rất rộng, bạn vẫn sẽ có nhiều đường đi, nhiều khu vực ẩn để khám phá. Có các đền thờ của thần Thổ Địa, đóng vai trò là điểm save game cho người chơi trên đường đi. Người chơi không thể thay đổi độ khó của game, nhưng việc lên cấp độ trong quá trình chơi có thể giúp người chơi trở nên mạnh hơn, do đó độ khó cũng có thể giảm xuống theo thời gian. Nhưng kỹ năng vẫn là thứ quan trọng nhất giúp người chơi chiến thắng Boss.
Thu thập các loại dược liệu, nguyên liệu sẽ giúp bạn chế tạo ra các loại dược phẩm và nâng cấp trang bị. Dùng dược phẩm sẽ mang đến nhiều tác dụng khác nhau như giảm sát thương và tăng sát thương. Những nguyên liệu khác thì giúp gia tăng sức mạnh cho bộ giáp và cây gậy của bạn.

## Cốt truyện

### Thiết lập

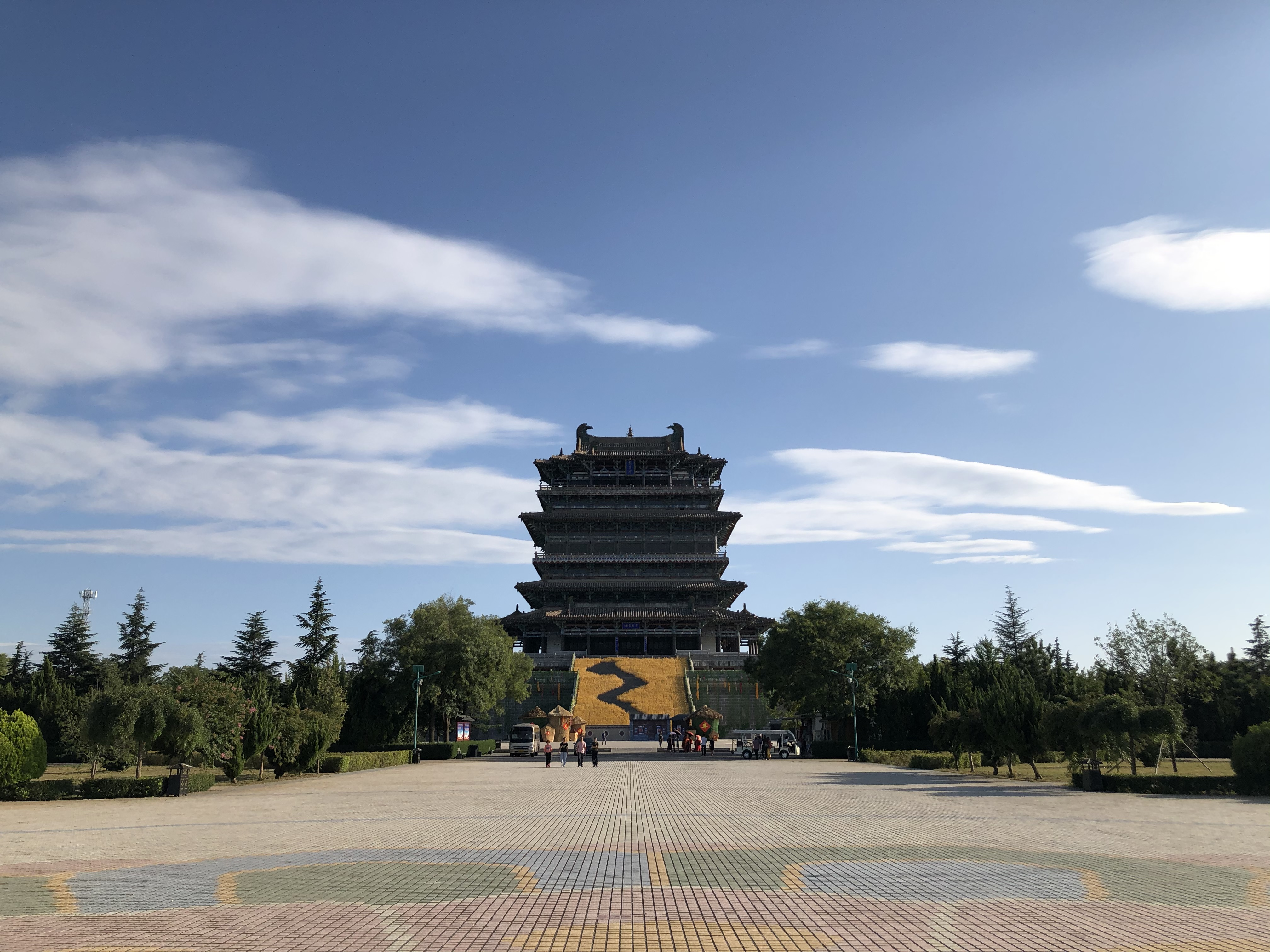
Tháp Quán Tước là một trong những địa danh nổi bật được đưa vào trò chơi

Cốt truyện của Black Myth: Wukong được chia thành sáu chương, gồm: “Hỏa Chiếu Hắc Vân”, “Phong Khởi Hoàng Hôn”, “Dạ Sinh Bạch Lộ”, “Khúc Độ Tử Uyên”, “Nhật Lạc Hồng Trần” và “Vị Cánh”. Trò chơi có hai kết thúc, phụ thuộc vào lựa chọn và trải nghiệm của người chơi. Mỗi chương kết thúc bằng các đoạn hoạt hình hai chiều và ba chiều, nhằm thể hiện và khám phá các yếu tố cốt truyện và chủ đề trong Black Myth: Wukong.
Bối cảnh của trò chơi kết hợp hài hòa giữa các di sản văn hóa và tự nhiên của Trung Quốc. Một số địa danh nổi bật như Đại Túc Thạch Khắc ở Trùng Khánh, Tiểu Tây Thiên và Chùa Nam Thiền ở tỉnh Sơn Tây, Chùa Thiết Phật, Chùa Quảng Thắng và Tháp Quán Tước đều được tái hiện trong trò chơi. Trò chơi cũng lồng ghép các yếu tố triết học từ Phật giáo và Đạo giáo.

### Câu chuyện

#### Tiền truyện
Cốt truyện của Black Myth: Wukong diễn ra sau các sự kiện của Tây du ký. Trong câu chuyện được kể lại bởi một lão hầu, sau khi Tôn Ngộ Không thành Đấu Chiến Thắng Phật, ông vẫn không chịu gò bó bởi các quy tắc. Sau khi Đường Tam Tạng trở về Đông thổ, Tôn Ngộ Không từ bỏ Phật vị và muốn quay về Hoa Quả Sơn để sống một cuộc đời tiêu diêu tự tại. Tuy nhiên, điều này khiến Thiên đình nghi kỵ. Nhị Lang Thần cùng Tứ Đại Thiên Vương và Cự Linh Thần dẫn đầu thiên binh thiên tướng tấn công Hoa Quả Sơn. Khi Tôn Ngộ Không giao chiến kịch liệt với Nhị Lang Thần, chiếc vòng Kim Cô bỗng xuất hiện trở lại. Không thể chống lại Nhị Lang Thần, Tôn Ngộ Không tử trận, thân xác hóa thành quả trứng đá, còn linh hồn bị phân tán thành sáu mảnh gọi là Lục Căn, ẩn giấu khắp nhân gian. Nhiều năm sau, người chơi hóa thân thành một Linh Minh Thạch Hầu tại Hoa Quả Sơn, gọi là "Thiên Mệnh Nhân", bắt đầu hành trình tìm kiếm các mảnh Lục Căn để giải cứu và hồi sinh Tôn Ngộ Không.

## Âm nhạc
Trò chơi đã được Đài Truyền hình Trung ương Trung Quốc cho phép sử dụng các ca khúc chủ đề của bộ phim truyền hình Tây du kí năm 1986, bao gồm "Vân cung tấn âm" và "Cảm vấn lộ tại hà phương".

## Tiếp thị
Vào ngày 20 tháng 8 năm 2020, nhà phát triển đã tải lên một đoạn video khắc họa lối chơi tiền alpha. Trong vòng một ngày, video đã đạt gần 2 triệu lượt xem trên YouTube và 10 triệu lượt xem trên Bilibili. Vào ngày 8 tháng 2 năm 2021, nhằm kỷ niệm năm Tân Sửu, Game Science đã phát hành đoạn trailer giới thiệu lối chơi dài 3 phút, tái hiện kẻ địch, trùm, khu vực và các phép thần thông trong trò chơi.
Vào ngày 19 tháng 8 năm 2021, Game Science đã đăng một đoạn trailer lối chơi dài 12 phút cho thấy trò chơi đã chuyển sang dùng Unreal Engine 5.

## Phát hành
Trong một cuộc phỏng vấn vào năm 2020 với IGN China, Game Science cho biết họ có kế hoạch phát hành Black Myth: Wukong vào năm 2023. Nhà phát triển đặt mục tiêu phát hành trò chơi cho PC cũng như các hệ máy chơi game console chủ đạo. Trò chơi sẽ được bán dưới dạng mua một lần với các DLC có thể có. Tuy nhiên vào tháng 1 năm 2023, Game Science đăng tải một video ngắn cho biết trò chơi sẽ được phát hành chính thức vào giữa năm 2024.
Tại The Game Awards 2023, thời điểm phát hành trò chơi được công bố sẽ là vào ngày 20 tháng 8 năm 2024.
Vào ngày 7 tháng 6 năm 2024, Game Science thông báo phiên bản trên nền tảng Xbox Series X/S sẽ bị trì hoãn vì cần tối ưu hoá thêm.